# Caiophora deserticola
Caiophora deserticola är en brännreveväxtart som beskrevs av Weigend och Mark.Ackermann. Caiophora deserticola ingår i släktet Caiophora och familjen brännreveväxter. Inga underarter finns listade i Catalogue of Life.